# Janne Salmi
Janne Salmi, född den 17 april 1969,  är en finländsk orienterare som blev världsmästare på medeldistans 1997 och i stafett 2001. Han har dessutom fyra VM-silver, ett VM-brons och två NM-brons. 